# Caprinae
I Caprini (Caprinae Gray, 1821) sono una delle otto sottofamiglie in cui viene suddivisa la famiglia dei Bovidi; tra queste, sono uno dei gruppi di maggior successo, con 38 specie riconosciute (tra le quali due forme domestiche note in tutto il mondo, la capra e la pecora) diffuse nelle regioni montuose di Europa, Asia, Africa e Nordamerica. Il loro successo è dovuto a una serie di adattamenti agli ambienti montani, che conferiscono loro una notevole flessibilità all'interno del bioma alpino.
Nonostante la stretta parentela con gli altri Bovidi, i Caprini sono l'unica sottofamiglia che non comprende «antilopi» nel senso stretto del termine (a eccezione del chiru o antilope tibetana, Pantholops hodgsonii); per ovviare a questa mancanza, alcuni autori indicano i membri di questa sottofamiglia come «antilopi caprine».

## Evoluzione
I Caprini si separarono dagli altri Bovidi ancestrali nel Miocene inferiore, circa 18-15 milioni di anni fa, e fecero la loro prima comparsa in Eurasia. Non riuscirono, però, a occupare le nicchie di pianura, già sotto il dominio dei Cervidi, ma trovarono una nicchia specifica negli ambienti alpini. La prevalenza di catene montuose in Europa e Asia dette loro la capacità di evolversi rapidamente già durante il Miocene superiore. La mancanza di habitat alpini in Africa (e, d'altro canto, la loro abbondanza in Eurasia) spiega perché siano l'unica sottofamiglia di Bovidi con una maggiore diversità in Eurasia piuttosto che in Africa.

## Descrizione
I Caprini sono generalmente ungulati di medie dimensioni, con forma compatta, zampe tozze, ottime capacità di arrampicata e tolleranza alle temperature estreme proprie degli ambienti di montagna. Le dimensioni variano dai 20–30 kg del goral rosso ai 180–380 kg del bue muschiato.
Generalmente, in questa sottofamiglia, entrambi i sessi presentano corna (a eccezione della tribù dei Pantholopini, dove sono attributo dei soli maschi). Nella tribù dei Caprini il dimorfismo sessuale è molto pronunciato - specialmente per quanto riguarda le dimensioni e la forma delle corna; nelle altre tribù, invece, dimensioni, colorazione e dimensioni delle corna sono simili in ambo i sessi.

## Tassonomia
All'interno della sottofamiglia, vengono riconosciute quattro tribù: Pantholopini (chiru), Ovibovini (bue muschiato e takin), Rupicaprini (goral, capricorni e camosci) e Caprini (pecore, capre e tahr).
La posizione tassonomica del chiru (Pantholops hodgsonii) è stata risolta solo di recente. In passato, questa specie era ritenuta una stretta parente della saiga (Saiga tatarica), e con essa era inserita nella tribù dei Saigini, una sorta di «anello di congiunzione» tra gazzelle (famiglia degli Antilopini) e capre (famiglia dei Caprini). Tuttavia, le analisi del DNA hanno dimostrato che la saiga è in tutto e per tutto un Antilopino, mentre il chiru è indubbiamente un Caprino. Alcuni autori considerano quest'ultima specie una forma così distinta da tutti gli altri Bovidi da porla in una sottofamiglia a parte, i Pantolopini (Pantholopinae).
Tribù Caprini
- Genere Ammotragus Blyth, 1840
  - Ammotragus lervia (Pallas, 1777) - ammotrago.
- Genere Arabitragus Ropiquet e Hassanin, 2005
  - Arabitragus jayakari (Thomas, 1894) - tahr dell'Arabia.

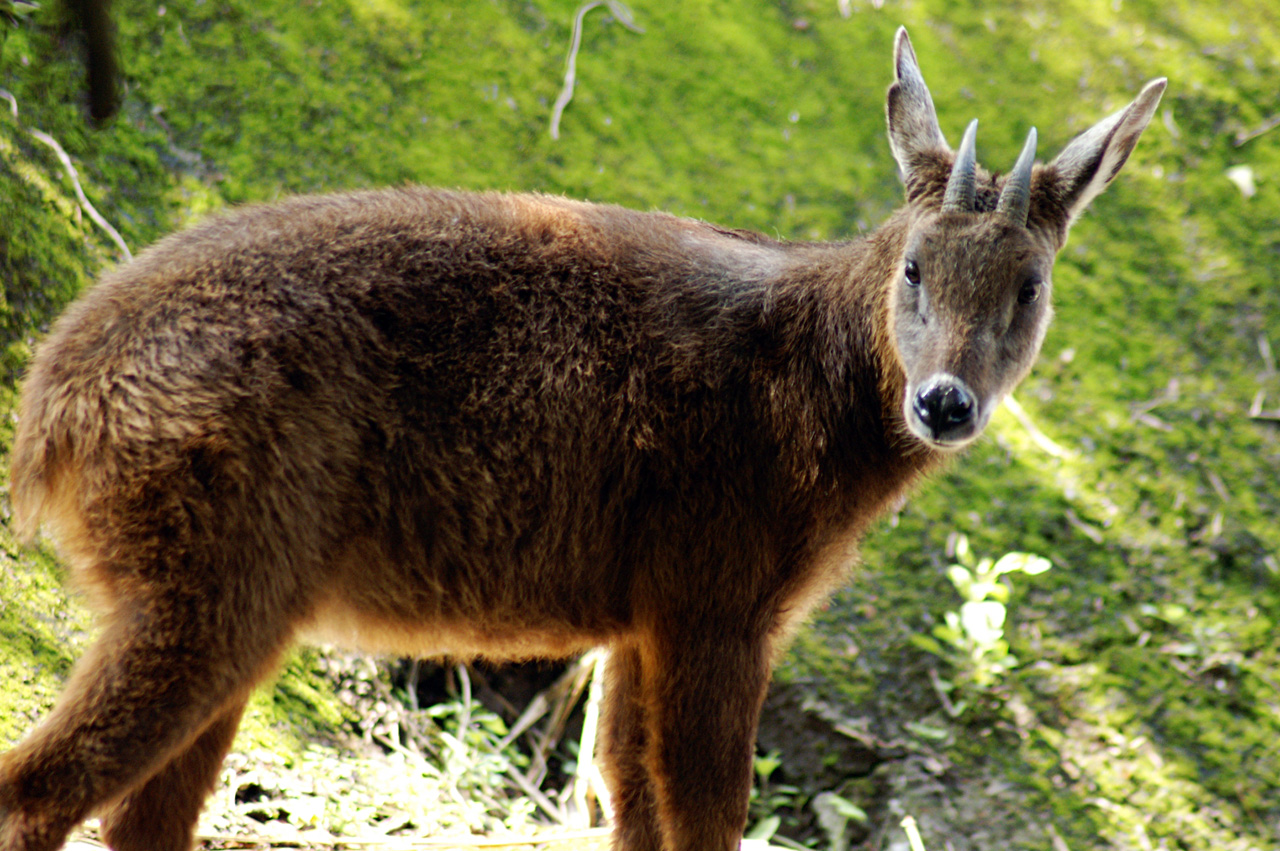
Capricorno di Taiwan.

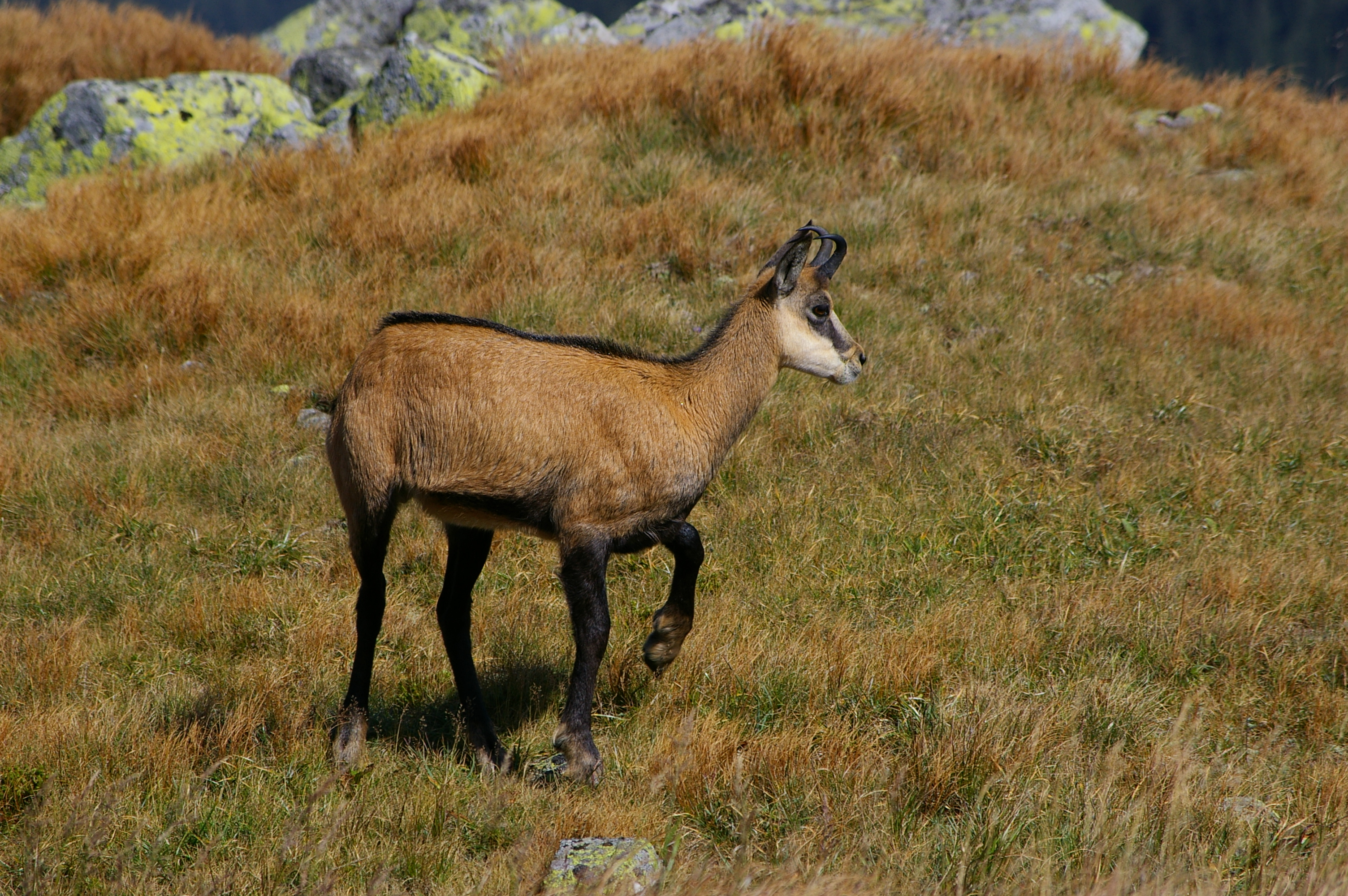
Camoscio delle Alpi.

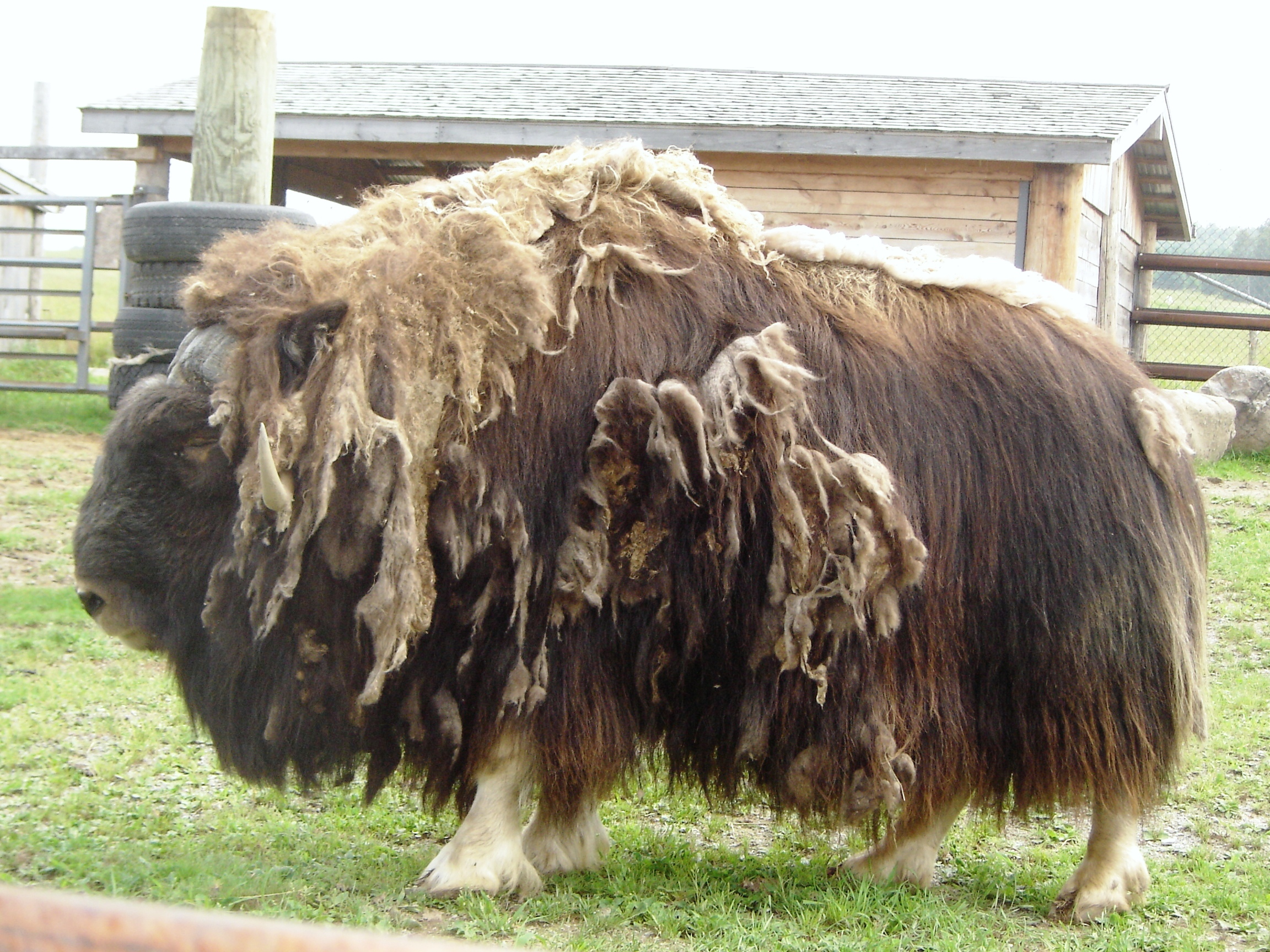
Bue muschiato.

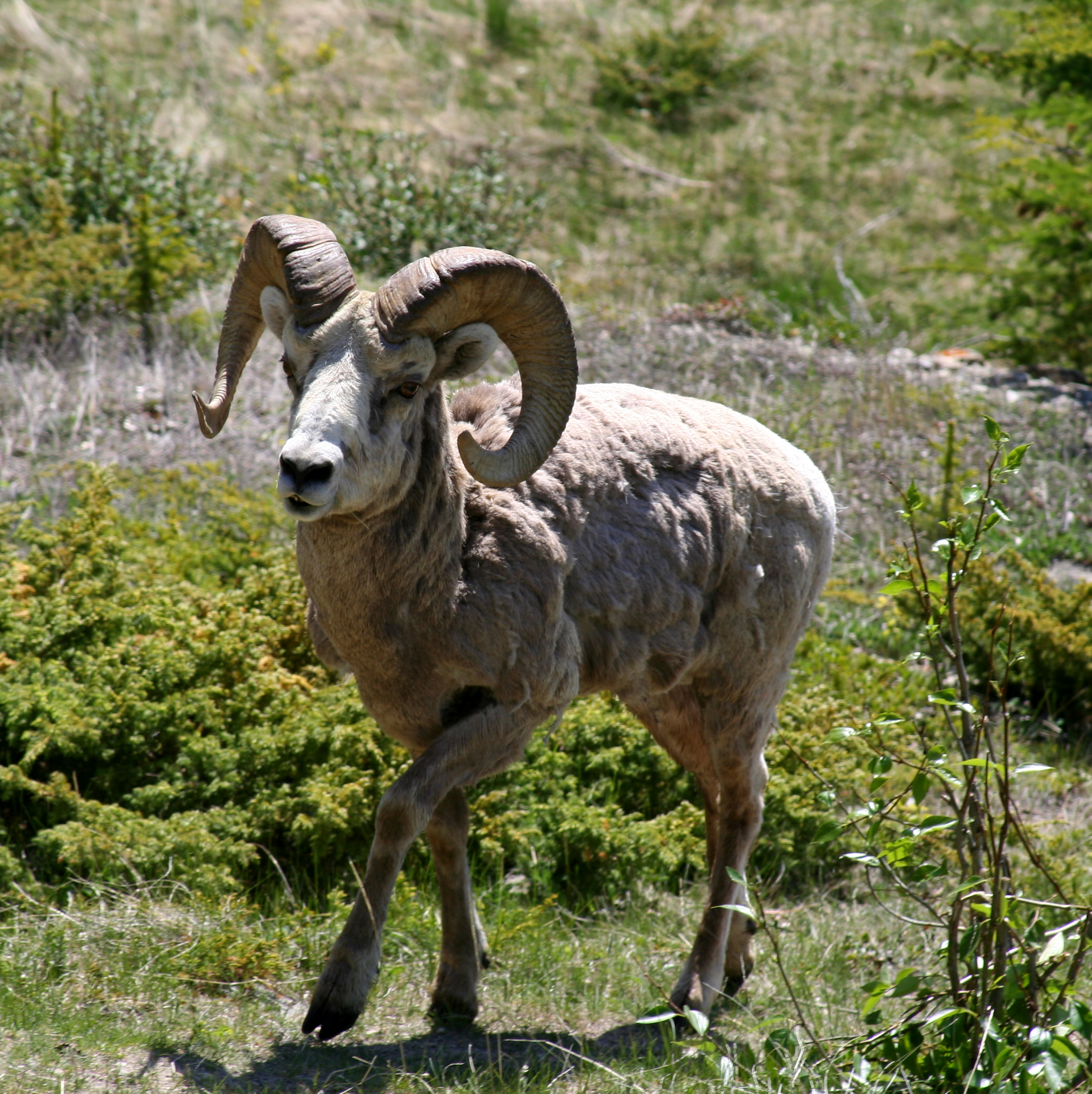
Bighorn.

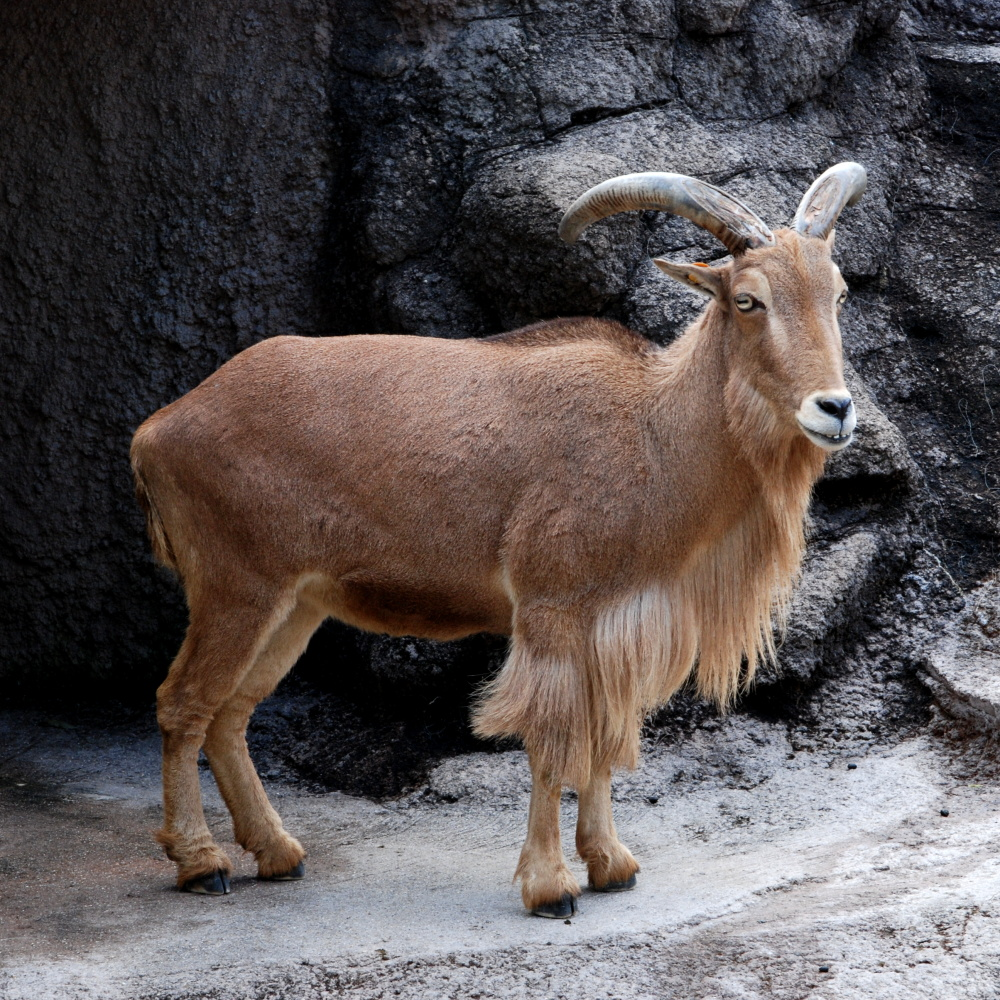
Ammotrago.

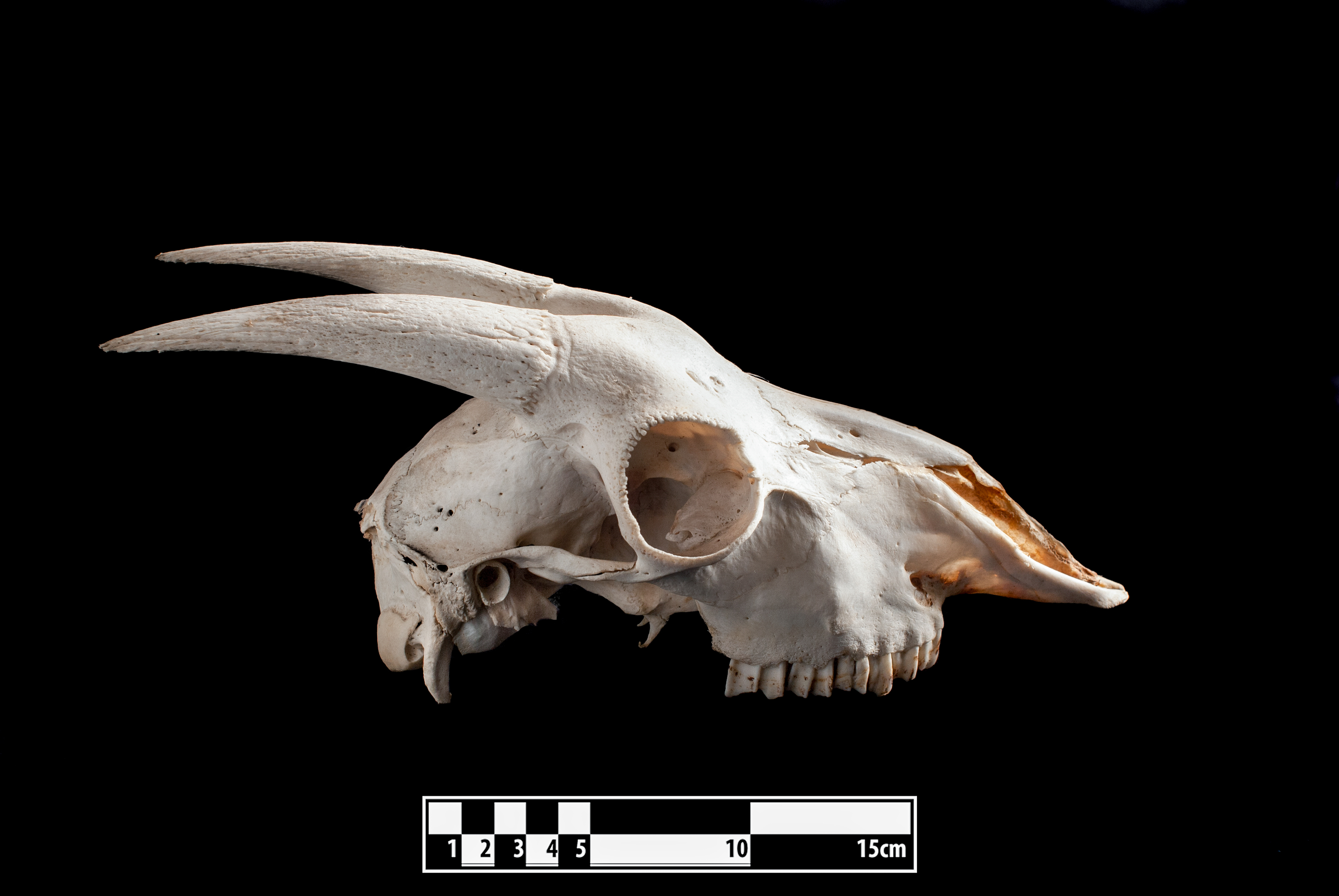
Pezzo del cranio di capra

- Genere Capra Linnaeus, 1758 - capra e stambecco
  - Capra aegagrus Erxleben, 1777 - capra selvatica;
  - Capra hircus Linnaeus, 1758 - capra domestica;
  - Capra caucasica Güldenstädt e Pallas, 1783 - tur occidentale;
  - Capra cylindricornis (Blyth, 1841) - tur orientale;
  - Capra falconeri (Wagner, 1839) - markhor;
  - Capra ibex Linnaeus, 1758 - stambecco delle Alpi;
  - Capra nubiana F. Cuvier, 1825 - stambecco della Nubia;
  - Capra pyrenaica Schinz, 1838 - stambecco della Spagna;
  - Capra sibirica (Pallas, 1776) - stambecco siberiano;
  - Capra walie Rüppell, 1835 - stambecco del Semien.
- Genere Hemitragus Hodgson, 1841
  - Hemitragus jemlahicus (C.H. Smith, 1826) - tahr dell'Himalaya.
- Genere Nilgiritragus Ropiquet e Hassanin, 2005
  - Nilgiritragus hylocrius (Ogilby, 1838) - tahr del Nilgiri.
- Genere Ovis Linnaeus, 1758 - pecora
  - Ovis ammon (Linnaeus, 1758) - argali;
  - Ovis canadensis Shaw, 1804 - bighorn;
  - Ovis dalli Nelson, 1884 - pecora di Dall;
  - Ovis nivicola Eschcholtz, 1829 - pecora delle nevi;
  - Ovis orientalis Gmelin, 1774 - muflone;
  - Ovis aries Linnaeus, 1758 - pecora domestica.
- Genere Pseudois Hodgson, 1846 - bharal
  - Pseudois nayaur (Hodgson, 1833) - bharal;
  - Pseudois schaeferi Haltenorth, 1963 - bharal nano.

Tribù Ovibovini
- Genere Budorcas Hodgson, 1850
  - Budorcas taxicolor Hodgson, 1850 - takin.
- Genere Ovibos de Blainville, 1816
  - Ovibos moschatus (Zimmermann, 1780) - bue muschiato.

Tribù Rupicaprini
- Genere Capricornis Ogilby, 1836 - capricorno
  - Capricornis crispus (Temminck, 1836) - capricorno del Giappone;
  - Capricornis milneedwardsii David, 1869 - capricorno della Cina;
  - Capricornis rubidus Blyth, 1863 - capricorno rosso;
  - Capricornis sumatraensis (Bechstein, 1799) - capricorno di Sumatra;
  - Capricornis swinhoei Gray, 1862 - capricorno di Taiwan;
  - Capricornis thar Hodgson, 1831 - capricorno dell'Himalaya.
- Genere Naemorhedus C. H. Smith, 1827 - goral
  - Naemorhedus baileyi Pocock, 1914 - goral rosso;
  - Naemorhedus caudatus (Milne-Edwards, 1867) - goral dalla coda lunga;
  - Naemorhedus goral (Hardwicke, 1825) - goral grigio;
  - Naemorhedus griseus Milne-Edwards, 1871 - goral della Cina.
- Genere Oreamnos Rafinesque, 1817
  - Oreamnos americanus (de Blainville, 1816) - capra delle nevi.
- Genere Rupicapra de Blainville, 1816 - camoscio
  - Rupicapra pyrenaica Bonaparte, 1845 - camoscio dei Pirenei;
  - Rupicapra rupicapra (Linnaeus, 1758) - camoscio delle Alpi.

Tribù Pantholopini
- Genere Pantholops Hodgson, 1834
  - Pantholops hodgsonii (Abel, 1826) - antilope tibetana.

### Generi fossili
Sono stati identificati i seguenti generi estinti di Caprinae:
- tribù Caprini
  - genere Myotragus †
    - Myotragus balearicus†
- tribù Ovibovini
  - genere Bootherium †
    - Bootherium bombifrons†

  - genere Euceratherium †
    - Euceratherium collinum†

  - genere Makapania †
    - Makapania broomi†

  - genere Soergelia †
    - Soergelia mayfieldi†

  - genere Tsaidamotherium †
    - Tsaidamotherium brevirostrum†
    - Tsaidamotherium hedini†

incertae sedis
- †Benicerus
- †Boopsis
- †Capraoryx
- †Caprotragoides
- †Criotherium
- †Damalavus
- †Gallogoral
- †Lyrocerus
- †Megalovis
- †Mesembriacerus
- †Neotragocerus
- †Nesogoral
- †Norbertia
- †Numidocapra ?
- †Oioceros
- †Olonbulukia
- †Pachygazella
- †Pachytragus
- †Palaeoreas ?
- †Palaeoryx ?
- †Paraprotoryx
- †Parapseudotragus
- †Parurmiatherium
- †Praeovibos
- †Procamptoceras
- †Prosinotragus
- †Protoryx
- †Pseudotragus
- †Qurliqnoria
- †Samotragus
- †Sinocapra
- †Sinomegoceros
- †Sinopalaeoceros
- †Sinotragus
- †Sivacapra
- †Sporadotragus
- †Symbos
- †Tethytragus
- †Tossunnoria
- †Turcocerus ?
- †Urmiatherium